# Norman Angell
Pour les articles homonymes, voir Angell.
Ralph Norman Angell-Lane, né à Holbeach dans le comté du Lincolnshire en Angleterre le 26 décembre 1872 et mort à Croydon dans le Grand Londres le 7 octobre 1967, est un écrivain et homme politique anglais, lauréat du prix Nobel de la paix en 1933.
Son essai La Grande Illusion, publié en 1910, rencontre un succès international. Selon lui, croire à une guerre entre grandes puissances est une « grande illusion ». Angell remanie cette analyse, démentie par les faits en 1914-1918, dans une version de son livre parue en 1933, où il pense que déclarer la guerre à un autre pays est contre-productif sur le plan économique.
Il a été fait chevalier le 1er janvier 1931.

## Œuvres
- Patriotism under Three Flags: A Plea for Rationalism in Politics (1903)
- Europe's Optical Illusion (1909, 126-page pamphlet, given "fuller and more detailed treatment" in The Great Illusion)
- The Great Illusion: A Study of the Relation of Military Power to National Advantage (335 pages in 1910, followed by numerous "revised and enlarged" editions)
- Peace Theories And The Balkan warr (1912)
- America and the New World State (in U.S., 1912)
- The Foundations of International Policy (1912)
- The Great Illusion: A study of the relation of military power to national advantage (1913)
- War and the Workers (1913)
- Peace Treaties and the Balkan War (1913)
- Open Letter from Norman Angell (1913)
- Prussianism and its Destruction (1914)
- The Foundations Of International Polity (1914)
- The problems of the war & the peace; a handbook for students (1914)
- Arms And Industry. A Study Of The Foundations Of International Polity (1914)
- America And The European War (1915)
- America and the New World-state. A Plea for American Leadership in International Organization (1915)
- Problems of the War and Peace: A Handbook for Students (1915)
- The World's Highway (1916)
- The Dangers of Half Preparedness. A Plea for a Declaration of American Policy (1916, in U.S.)
- War Aims: The Need for a Parliament of the Allies (1917)
- Why Freedom Matters (1917)
- The Political Conditions of Allied Success. A plea for the Protective Union of the Democracies (1918, in U.S.)
- The Treaties and the Economic Chaos (1919)
- The British Revolution and the American Democracy (1919)
- The Fruits of Victory (1921)
- The Press and the Organization of Society (1922)
- If Britain is to Live (1923)
- Foreign Policy and Human Nature (1925)
- Must Britain Travel the Moscow Road? (1926)
- The Public Mind: Its Disorders: Its Exploitation (1927)
- The Money Game: Card Games Illustrating Currency (1928)
- The Story of Money (1929)
- Can Governments Cure Unemployment? (1931, with Harold Wright)
- From Chaos to Control (1932)
- The Unseen Assassins (1932)
- The Great Illusion—1933 (1933)
- The Intelligent Mans Way To Prevent War (1933)
- The Press And The Organisation Of Society (1933)
- The Intelligent Man’s Way To Prevent War (1934)
- The Menace to Our National Defence (1934)
- Preface to Peace: A Guide for the Plain Man (1935)
- The Mystery of Money: An Explanation for Beginners (1936)
- This Have and Have Not Business: Political Fantasy and Economic Fact (1936)
- Raw Materials, Population Pressure and War (1936, in U.S.)
- The Defence of the Empire (1937)
- Peace with the Dictators? A symposium and some conclusions (1938)
- Must it be War? (1938)
- The Great Illusion—Now (1939)
- For What do We Fight? (1939)
- You and the Refugee (1939)
- Why Freedom Matters (1940)
- America's Dilemma (1941, in U.S.)
- Let the People Know (1943, in U.S.)
- America and the New World (1945)
- The Steep Places (1947)
- After All: The Autobiography of Norman Angell (London: Hamish Hamilton, 1951; rpt. New York: Farrar, Straus and Young, 1952).  [Out of print.]
- Le "Week-end" (F delta res 716 (01) (30)), Mouvements pacifistes. Brochures, Fonds Prudhommeaux, Jules : Pacifisme. [Brochure numérisée et accessible dans la bibliothèque numérique l'Argonnaute, La contemporaine. Bibliothèque, archives, musée des mondes contemporains